# Bonhomme de neige
Un bonhomme de neige est une sculpture de neige compacte, à l’apparence humaine et de dimensions très variables. Comme le château de sable, le bonhomme de neige appartient à la catégorie de l'art éphémère. Il est généralement confectionné à l'aide de deux ou trois boules de neige de taille variable. Dans la culture occidentale et dans l’hémisphère nord, le bonhomme de neige est un symbole associé à Noël et à l’hiver.

## Historique
Les premières occurrences écrites attestant l'existence de bonshommes de neige datent du XVIe siècle (par exemple chez Shakespeare). Le personnage populaire apparaît ensuite dans un recueil de comptines de Christian Felix Weiße en 1770, à Leipzig. D'anciennes représentations picturales le montrent comme un hiver personnifié dans une figure surdimensionnée plutôt menaçante, avec une expression sinistre et un balai menaçant, selon une gravure de Daniel Chodowiecki.
Au XIXe siècle, l'attitude envers l'hiver change graduellement. La luge, le patinage sur glace et même les bonshommes de neige deviennent populaires. Les livres pour enfants présentent désormais de plus en plus des vues joyeuses de l'hiver. La forme du bonhomme est devenue sphérique et l'apparence beaucoup plus conviviale. À la fin du siècle, l'image d'un symbole hivernal amical est également fortement influencée par la popularité croissante de la carte postale pour les vœux de Noël et du Nouvel An. À peu près au même moment, l'industrie de la publicité utilise de plus en plus le bonhomme de neige à ses propres fins. Au début du XXe siècle que le bonhomme de neige devient donc associé aux fêtes de fin d'année et une figurine du sapin de Noël.

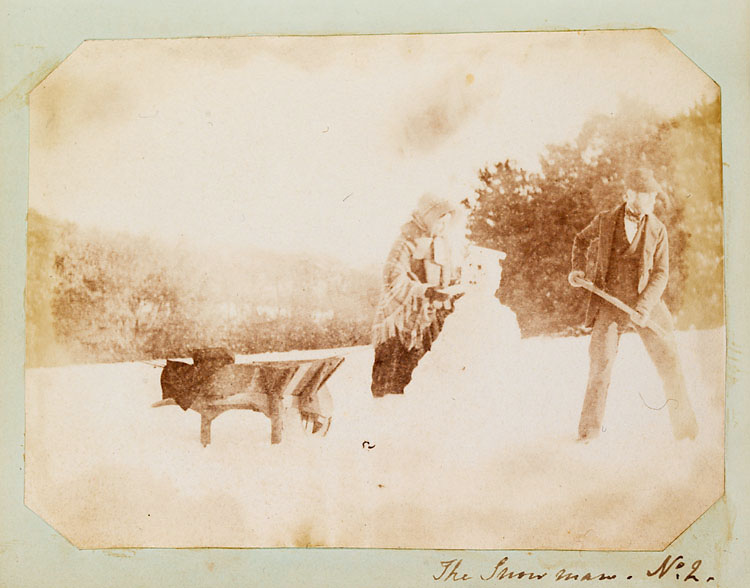
La première photographie connue d'un bonhomme de neige (v. 1853), par Mary Dillwyn[2].
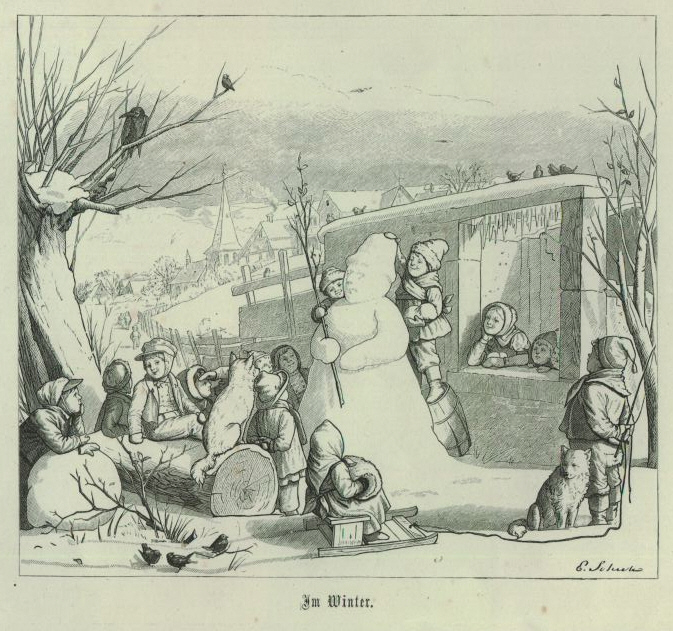
Bonhomme de neige entouré d'enfants, 1867.
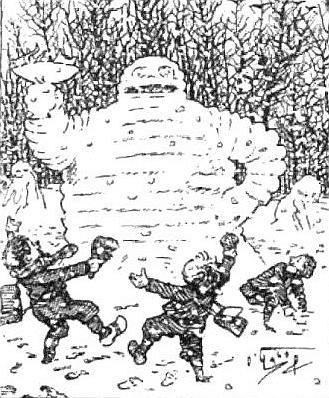
La popularité de Bibendum en 1900.

## Confection
La construction d’un bonhomme de neige est un loisir pour enfants et adultes, généralement pratiqué lors des périodes de l’année où la neige est disponible en abondance. Un bonhomme de neige est généralement composé de deux (par exemple, en France) ou trois (par exemple, en Allemagne) grosses boules de neige empilées les unes sur les autres. La première, qui est aussi la plus grosse, fait office de corps. La plus petite boule de neige, placée tout en haut, représente la tête. Les détails du visage et du corps sont ajoutés par la suite : un fruit ou un légume (traditionnellement une carotte) en guise de nez, des brindilles, des cailloux ou des pièces de monnaie pour représenter la bouche, les bras et les yeux. On peut également habiller le bonhomme de neige en lui enroulant une écharpe autour du cou, en lui mettant un bonnet ou un chapeau sur la tête et des boutons de manteau sur le ventre. Un balai peut éventuellement lui être mis dans les bras, une pipe à la bouche, des lunettes de soleil sur les yeux, etc.
On peut également constituer le corps du bonhomme de neige en remplissant une poubelle de type cylindrique de neige et en renversant ensuite cette poubelle pour faire une sorte de moulage en forme de poubelle inversée. La tête est ensuite constituée par une petite boule de neige que l'on fait rouler sur le manteau neigeux recouvrant le sol. Par effet d'agglutination, cette boule grossit de plus en plus jusqu'à atteindre la taille souhaitée par le créateur. Cette tête est alors rajoutée au moulage de neige. Un seau renversé posé sur cette tête peut alors faire office de chapeau.
L’abominable homme des neiges désigne le Yéti. 

## Anecdotes régionales

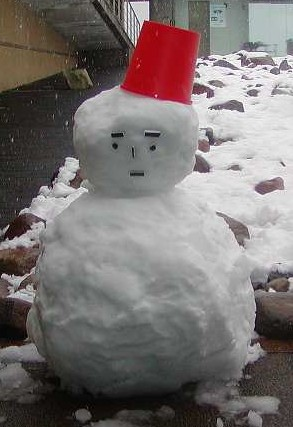
Un yuki daruma.

- En Lituanie, bonhomme de neige se dit « homme sans cervelle ». En hiver 2005, pour protester contre leur gouvernement, des Lituaniens ont construit 141 bonhommes de neige devant leur Parlement, un pour chacun de leurs députés.
- Au Japon, on a plus tendance à mettre un seau retourné sur la tête des bonshommes de neige en guise de chapeau (comme on peut le voir dans de nombreux mangas, animés et jeux vidéo). Le bonhomme de neige se nomme Yuki Daruma (雪だるま — « Daruma de neige ») c'est-à-dire que cette figure est fortement reliée au bouddhisme.
- En Ukraine, une habitante de la région d'Odessa a réuni une collection de bonshommes de neige, qui compte plus de 500 pièces[4].

## Unicode
En Unicode, les symboles sont :
- U+2603 ☃ bonhomme de neige (HTML : &#9731;)
- U+26C4 ⛄ snowman without snow (HTML : &#9924;)
- U+26C7 ⛇ black snowman (HTML : &#9927;)

## Dans la culture

### Cinéma et télévision
- Der Schneemann  (1944), un dessin animé allemand de Hans Fischerkoesen dans lequel un bonhomme de neige, après avoir vécu quelques aventures en hiver, décide de voir ce qu'est l'été. Pour ne pas fondre en attendant, il se met dans un congélateur.
- Le Bonhomme de neige (1982), un court métrage animé de Dianne Jackson, mettant en scène un enfant façonnant un bonhomme de neige qui va prendre vie durant la nuit.
- Bouli (1989-1991), une série animée française qui raconte les aventures de petits bonshommes de neige dans un pays magique ;
- Jack Frost (1997), un film d'horreur où un tueur fou est transformé en bonhomme de neige mutant ;
- Jack Frost (1998), un film avec Michael Keaton, où son personnage se retrouve réincarné en bonhomme de neige vivant après un accident de voiture ;
- La Reine des neiges (2013), un film d'animation à succès des Studios Disney comprenant le personnage "Olaf, le bonhomme de neige" ;

### Bandes dessinées
- Rave (1998-2005), un manga japonais dans lequel Plue, le petit animal de compagnie du héros, est une sorte de bonhomme de neige ;
- MÄR (2003-2006), un manga japonais dans lequel Snow (une des héroïnes) a un bonhomme de neige comme gardien (Ärm) ;

### Chanson
- Une chanson du temps des Fêtes raconte l'histoire d'un bonhomme de neige, Frosty the snowman ;
- Le bonhomme de neige, une chanson écrite par Jacques Plante sur une musique de Walter Grundhoff, interprétée entre autres par Tino Rossi, Fernand Gignac et Garou ;
- Dans La Reine des neiges on entend la chanson "je voudrais un bonhomme de neige" ;
- Sur l'album ...And then there were three du groupe Genesis, se trouve la chanson Snowbound dans laquelle il est fait mention d'un bonhomme de neige. Hey there's a snowman, Hey what a snowman....
- La comptine Le bonhomme de neige de Jacques Prévert, musique de Joseph Kosma

### Jeux vidéo
- Dans Minecraft il est possible de fabriquer des bonshommes de neige (aussi appelés « golems de neige »), capables de se déplacer et de lancer des boules de neige, en posant une citrouille sculptée sur une pile de deux blocs de neige[5].

## Galerie de photos

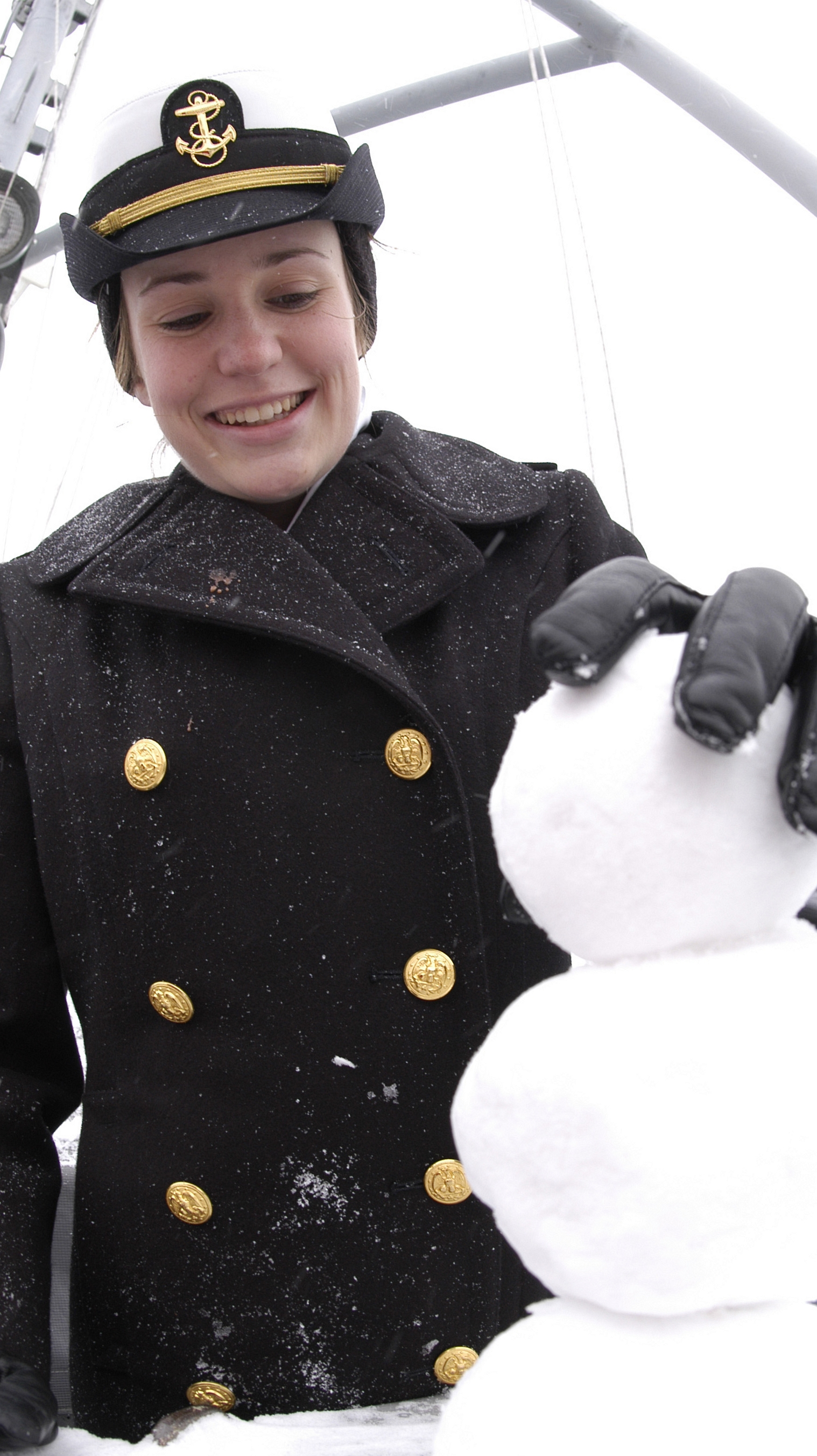
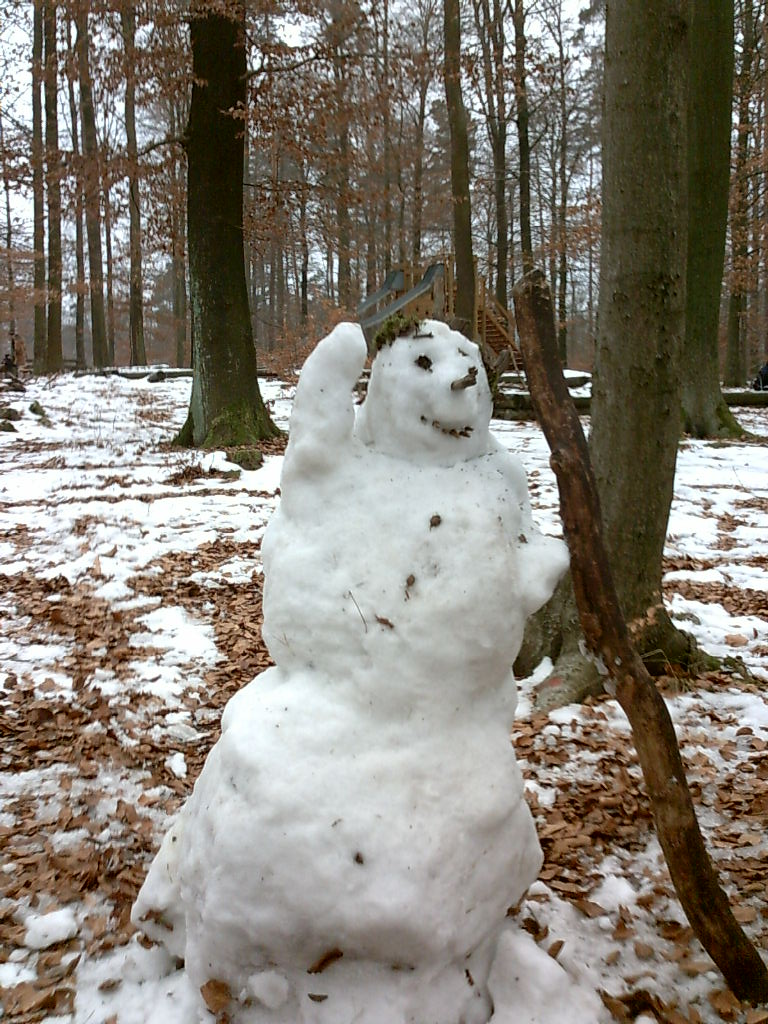
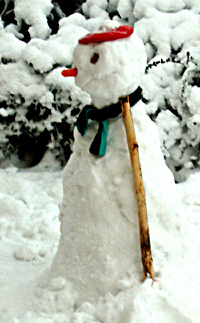
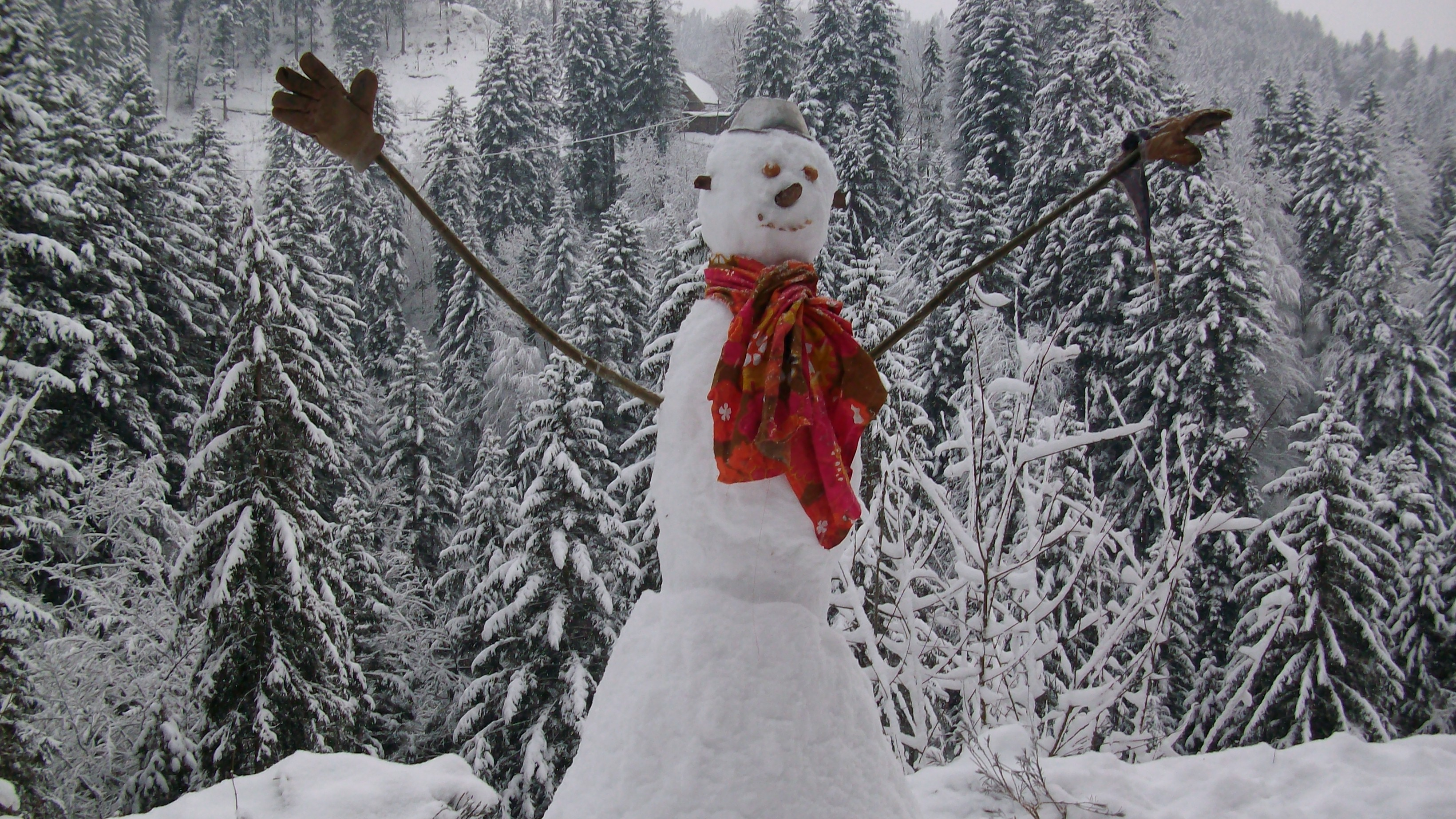
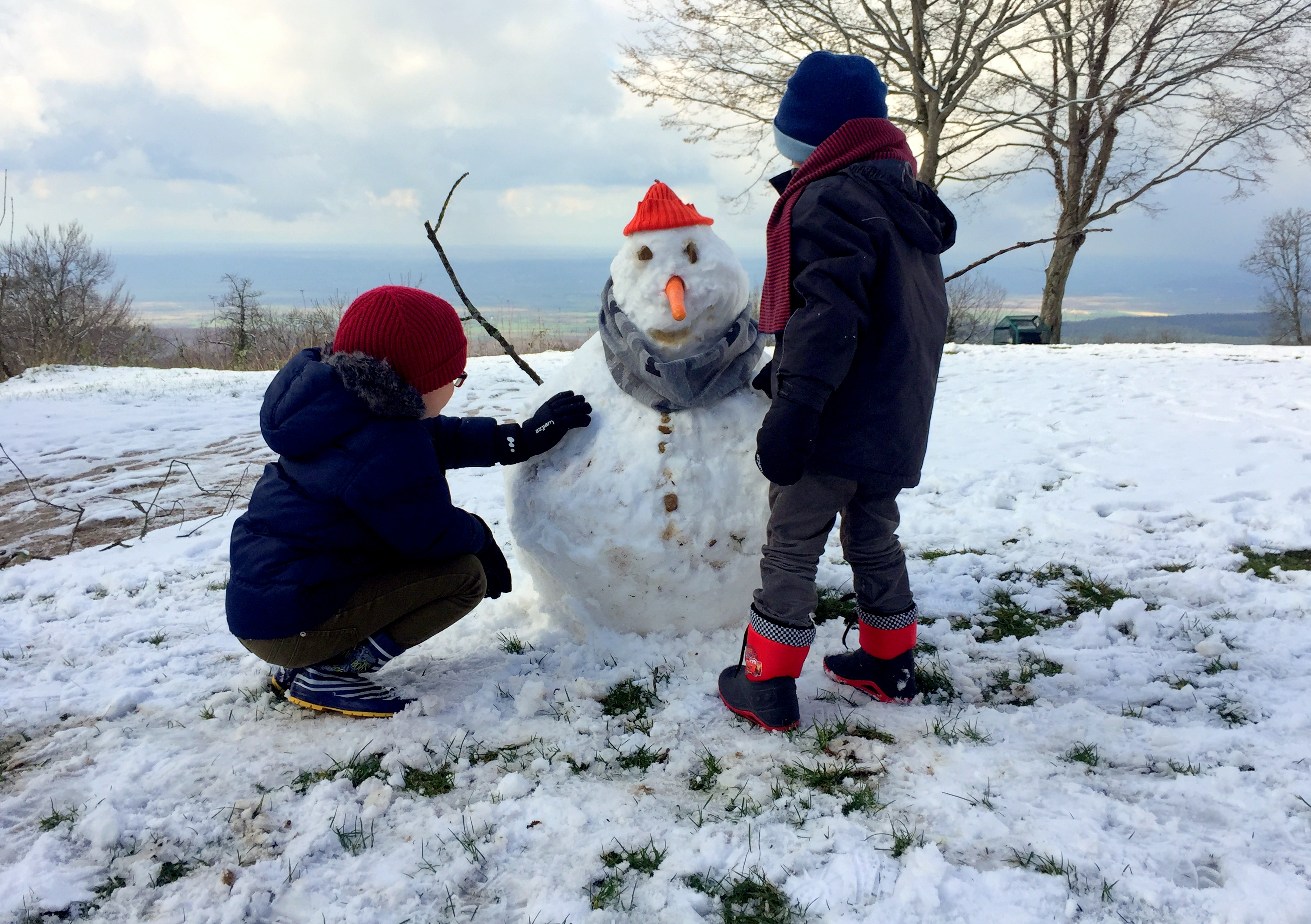
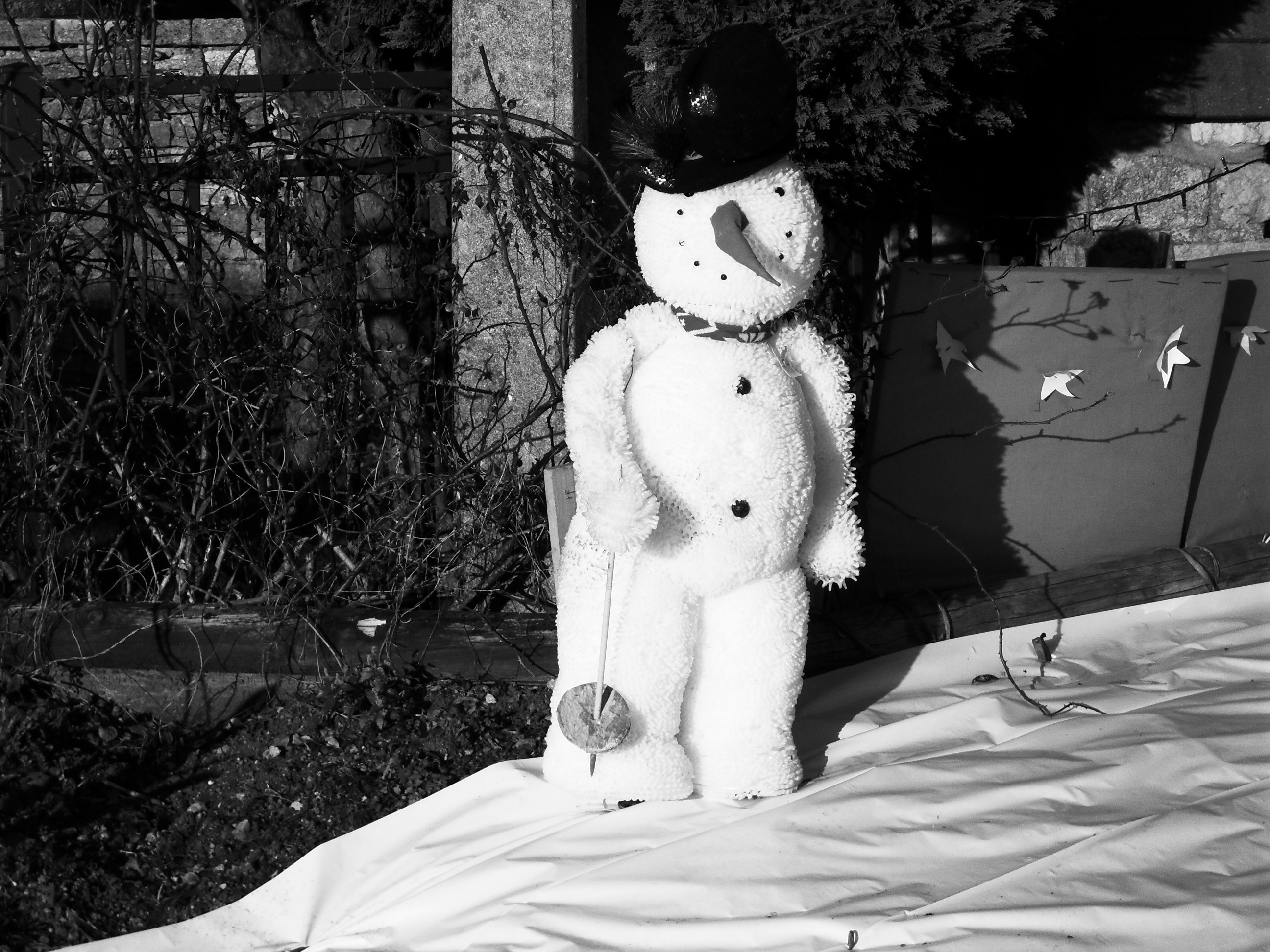
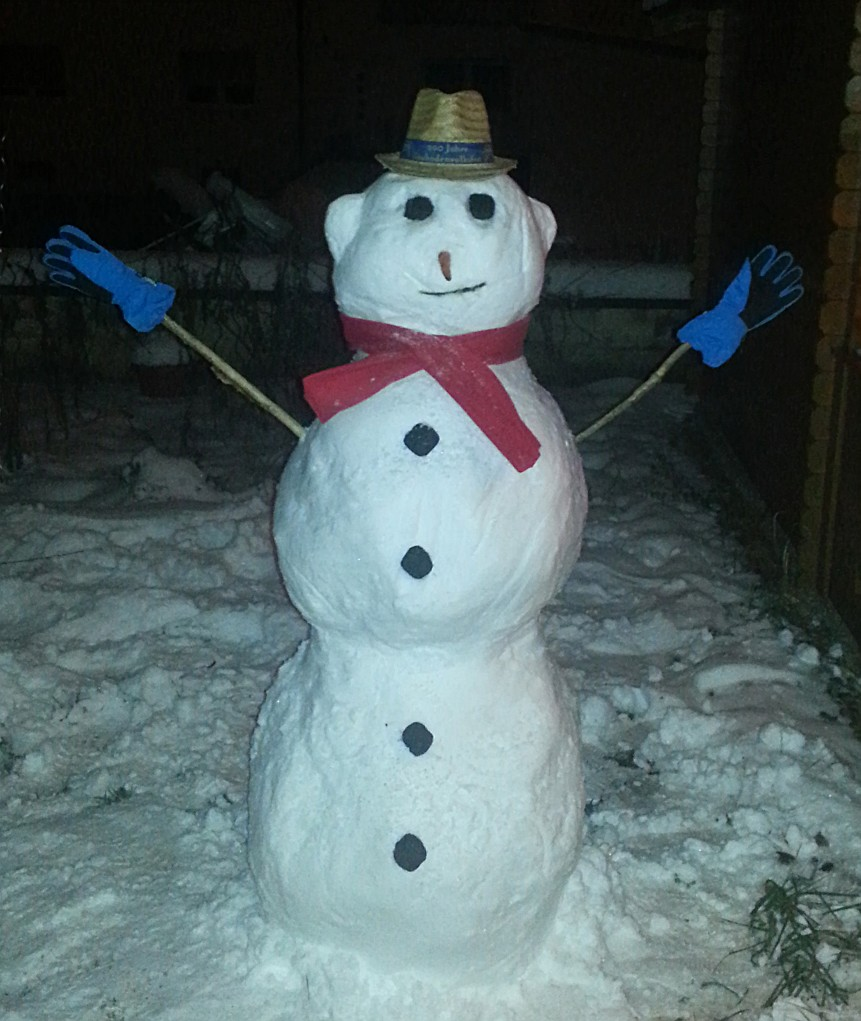
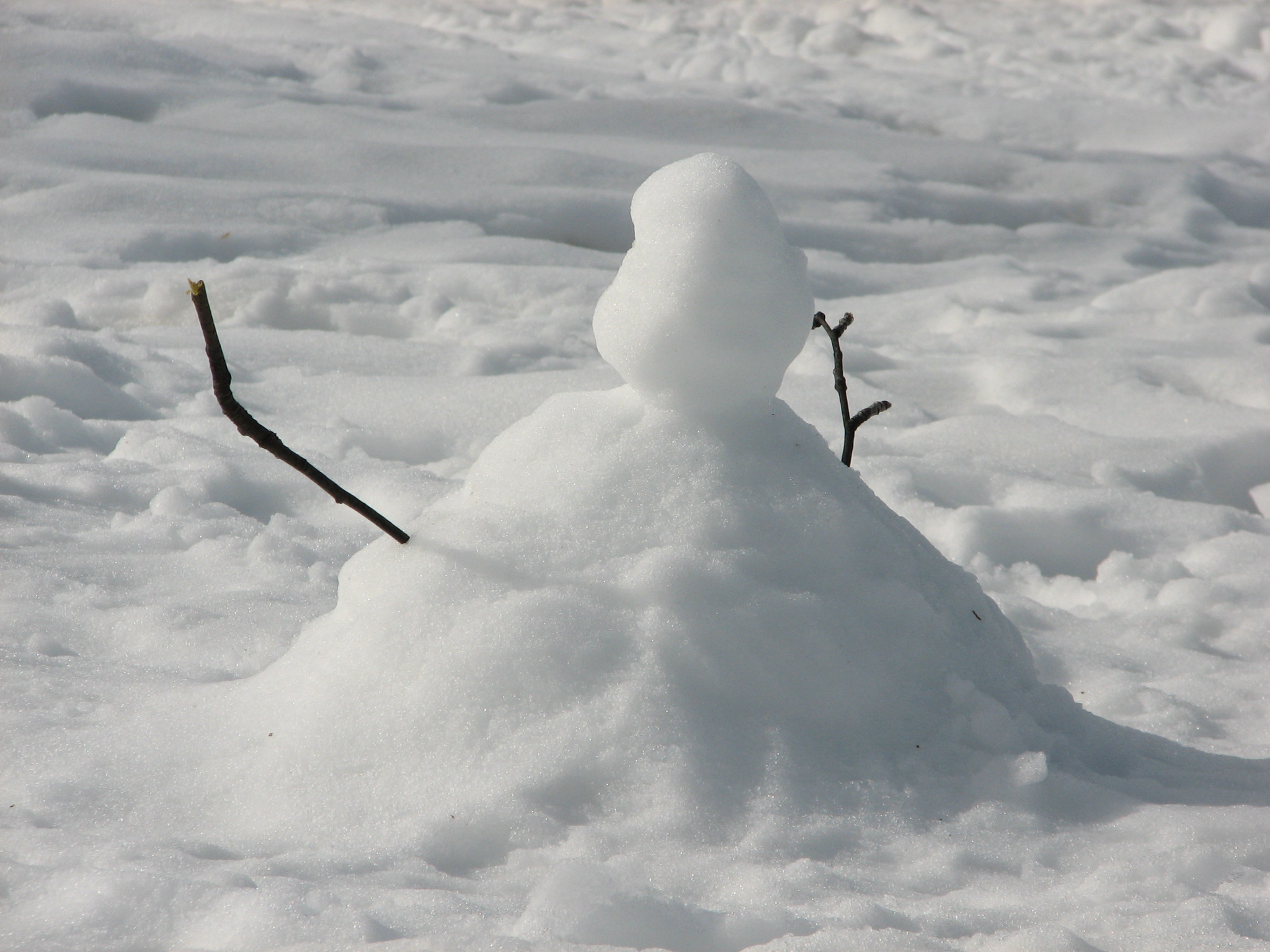